# Inyoite
La inyoite è un minerale, un borato idrato di calcio, appartenente al gruppo dell'inderite.
Il nome deriva dalla Contea di Inyo, contea della California, dove è stata ritrovata.
Descritta per la prima volta da Waldemar Theodore Schaller (3 agosto 1882 - 28 settembre 1967), mineralogista americano, nel 1916.

## Abito cristallino
I cristalli sono in forma di tavolette o, più spesso, in prismi tozzi poco allungati.

## Origine e giacitura
La genesi è nei laghi borati, la paragenesi è con priceite e colemanite.

## Forma in cui si presenta in natura
In cristalli, aggregati massivi e sferolitici.

## Caratteri fisico-chimici
Ha luminescenza a volte bianco giallastra. È fragile. È solubile in acqua calda e negli acidi diluiti. Diviene superficialmente bianco-opaca per disidratazione.

## Località di ritrovamento
Nel lago di Inder, nel Kazakistan; nei laghi borati della California e a Hillsborough, in Canada.

## Utilizzi
Nell'industria chimica del boro.